# レイ・オブ・ライト (マドンナの曲)
「レイ・オブ・ライト」(Ray of Light)は、アメリカ合衆国のシンガーソングライターのマドンナの楽曲。7枚目のスタジオアルバム『レイ・オブ・ライト』（1998）のタイトル・トラックであり、1998年4月27日にマーヴェリック・レコードからアルバムのセカンド・シングルとしてリリースされた。ベスト・アルバム『GHV2』（2001）と『セレブレイション 〜マドンナ・オールタイム・ベスト〜』（2009）にも収録されている。
楽曲はマドンナ、ウィリアム・オービット、クライヴ・モルドゥーン、デイブ・カーティス、クリスティン・リーチによって書かれ、マドンナとオービットがプロデュースした。楽曲はカーティス・マドゥーンの「セフェリン」に基づいており、曲のジャンルとしてはテクノ、トランス、ユーロダンス、ディスコの要素を含んだエレクトロニックダンス・ミュージックの要素がある。「レイ・オブ・ライト」は、主にシンセサウンドと、エレキギターのリフで構成されており、楽曲の歌詞は自由をテーマにしている。
この曲はクラブによく似合うエレクトロニックなサウンド、歌詞、そして「エモーショナルな暖かさ」を感じさせる事が音楽評論家から高い評価を集めた。この曲はグラミー賞で最優秀レコード賞、最優秀ダンス・レコーディング賞、最優秀短編ミュージックビデオ賞の3部門にノミネートされ、その内の後者2部門を受賞した。
「レイ・オブ・ライト」はBillboard Hot 100では5位に初登場し、これまでのマドンナのシングルの初登場順位の中では最高位となった。また、ダンス・クラブ・チャートでも1位となった。世界的にもカナダ、フィンランド、イギリスでトップ5に到達し、ギリシャ、スコットランド、スペインでは1位となっている。
ミュージック・ビデオは、ジョナス・アカーランドが監督を務め、マドンナはビデオの中で世界中のさまざまな都市の背景をバックにこの曲を歌っている。ビデオは非常に高く評価され、グラミー賞の最優秀短編ミュージックビデオ賞を受賞した。ほかにも1998年のMTV Video Music Awardsでも5つの賞を受賞した。後年、ステファノ・サルヴァティは、1994年にビアージョ・アントナッチに向けて監督したミュージックビデオのコンセプトを盗用されたとして彼女を非難している。
この曲はこれまでマドンナが行った3つのコンサート・ツアーでも演奏され、その中でもThe Celebration Tour （2023年）が最も新しい。楽曲は多くのアーティストや大衆文化に取り上げられ、ドラマ『Glee/グリー』や様々な広告キャンペーンなどでも使用されている。

## 背景とリリース

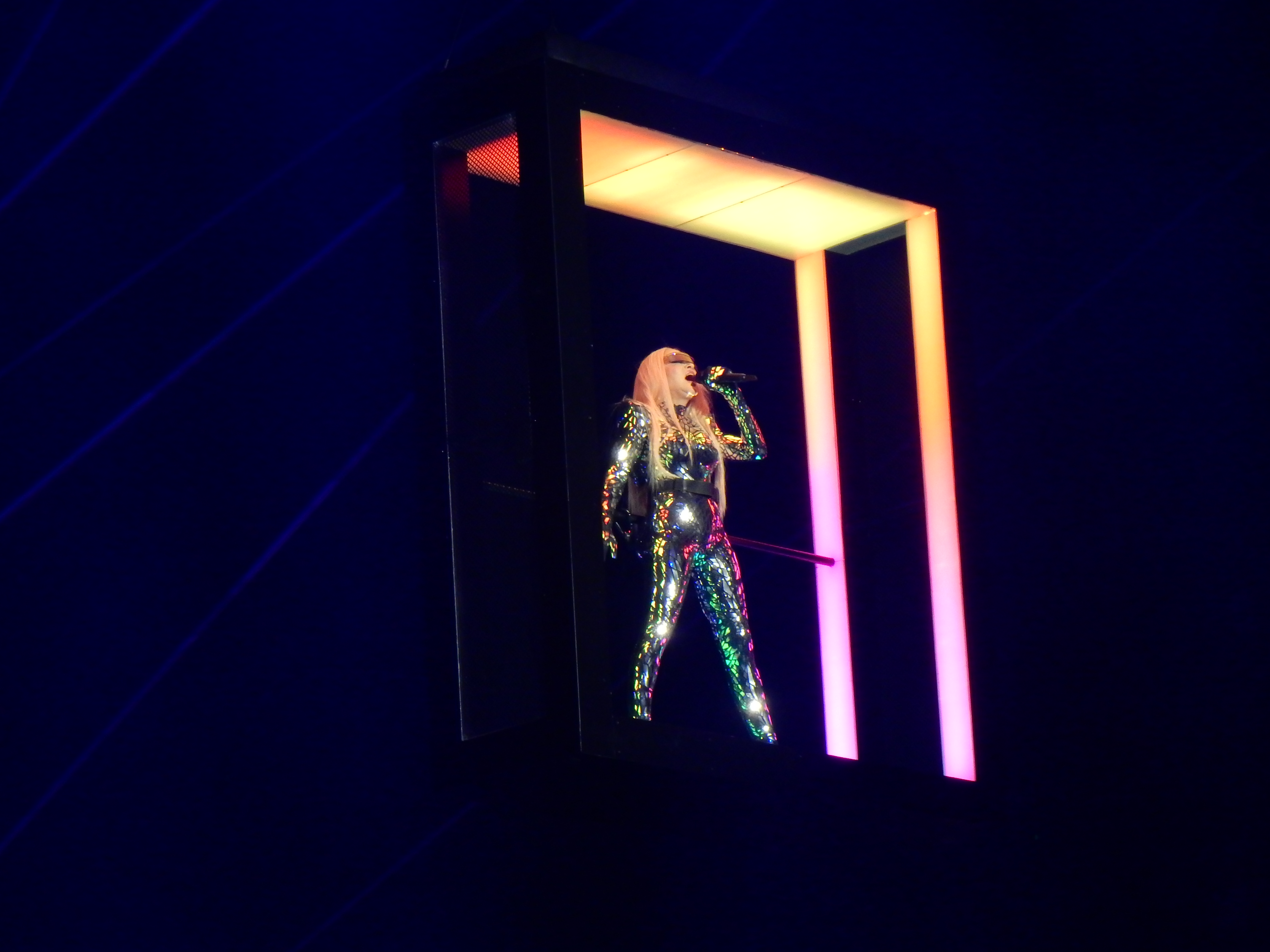
「The Celebration Tour」でこの曲を歌うマドンナ（2023年）

1996年、マドンナは娘のルルドを出産したり、東方の神秘主義やカバラに興味を持ったり、ミュージカル『エビータ』の映画化では主演を務めるなど、多くの「人生を変える出来事」を経験した。1年後、彼女は7枚目のスタジオ・アルバム『レイ・オブ・ライト』の制作に取り掛かる。マドンナはアルバムの為にウィリアム・オービット、パトリック・レナード、リック・ノウェルズ、ベイビーフェイスらと一緒に曲を書いた。このアルバムは彼女の人生に起こった変化を反映したものとなっている。著者のキャロル・ベンソンはアルバムが「とても精神的なダンス・レコード」であり、それらは彼女のキャリア、旅、そしてアイデンティティがベースになっているであろうと推定した。子供を産んで育てるという事は彼女の感情をよりマイルドなものにし、それが歌に反映されている。彼女のアイデアとしてはこれまでのダンスナンバーよりより深く、パーソナルなものにしたいと語っていた。
マーヴェリック・レコードでマドンナのマネージャーを務めるガイ・オセアリーがウィリアム・オービットに電話をかけ、いくつかの曲をマドンナに送って欲しいと提案した後、オービットはアルバムの核として深く関わる事となった。彼は13曲入りのデジタルオーディオテープ（DAT）をマドンナに送ったが、「レイ・オブ・ライト」はその中の一曲だった。楽曲は英国のフォークミュージック・デュオのカーティス・マドゥーンによるトラック「セフェリン」（1971）をベースにしている。1996年、マルドゥーンの姪である英国のシンガーソングライター、クリスティン・リーチはデュオの作品はもちろん、その中でも「セフェリン」を大変気にいっており、彼女のバージョンの「セフェリン」を録音した、オービットはそのデモ制作に関わっており、その際に彼が取り組んでいたメロディーの上に「セフェリン」を被せたデモを録音した。この時リーチはコーラスを書き直し、元の曲から数ビットを取り除いている 。オービットはその曲はリーチが曲を書いたものと考えてDATに含めていた。そのDATに収められていたその曲を聴いたマドンナは楽曲を気に入り、新たに歌詞を書き直して「レイ・オブ・ライト」を完成させた 。
楽曲は1998年4月27日にイギリスでアルバムからのセカンド・シングルとしてリリースされた。米国では1998年6月23日に、40,000部のビデオ・シングルとともにリリースされた。カーチスは、マドンナが「セフェリン」を「レイ・オブ・ライト」として録音している事をラジオから流れてくる楽曲を聴いて初めて知った。彼は「信じられなかった」とし、最初は少し腹立たしく思ったものの、マドンナが彼の楽曲を使った事に満足した。また彼は楽曲のソングライターの一人として受け取った15％の使用料にも満足していた。この楽曲のロイヤリティはマドンナが30％を受け取り、その他の15％はマルドゥーンのエステートに与えられ、残りはマドンナのレコード会社が獲得している。マドンナはこの曲について「元のバージョンの長さは10分をはるかに超えていた。私はそのバージョンが大好きだった。しかし適度な曲の長さにカットする事になりそれは悲痛な事だった」と述べている。オリジナルのバージョンは『ベロニカ・エレクトロニカ』というリミックス・アルバムに収録される予定だったが、そのアルバムが結局リリースされる事は無かった  。カーティスは2017年1月の雑誌『オーストラリアン』のインタビューの中で「セフェリン」のコンテンポラリー・ジャズ・バージョンを録音したことを語っている。

## レコーディング
「レイ・オブ・ライト」は、1997年半ばにカリフォルニア州ノースハリウッドのLarrabee North Studioでアルバムの他の楽曲とともに一緒に録音された。マスタリングはニューヨークのスターリング・スタジオでテッド・ジェンセンによって行われた。そのDATにはニューヨークのマドンナの家で行われたデモ・セッション、およびヒット・ファクトリー・スタジオで録音された曲の主要部分が収録されていた。楽曲で録音されたシンセサウンドはRolandJuno-106でプレイされたもの。マドンナとオービットはロサンゼルスでドラマー選びのセッションを行ったが、上手くいかなかった。そこでオービットは彼にドラムサンプルを送ったFergus Gerrandに連絡を取った。オービットは彼らにReCycle!のような自動編集ソフトウェアを使用する代わりに、彼自身のワークステーションを与え、それらを切り取ったものを使用した。
本楽曲はアシッドエレクトロニカのスタイルに影響を受けている。マドンナの伝記を書いた作家ルーシー・オブライエンによると、オービットはマドンナが彼女のダンスミュージックのルーツに拘ってより電子的なサウンドを求めるのに対し、トラックに感覚的な雰囲気を作り出す事で応えたとしている  。Musicnotes.comが発行している楽譜によると、曲は一般的な曲の長さに設定されており、1分あたり126ビートの適度に速いグルーブのテンポだとされている。それはB ♭メジャーのキーで構成されており、マドンナのボーカルは2オクターブとB ♭ 3からB 5までの1半音にまたがり、曲の終わり近くには高音が帯びているとしている。楽曲は、コード進行としてB ♭ –E ♭ –B–E–B ♭の基本シーケンスを持つ。
曲はイギリスのオルタナティヴ・ロック・バンド、オアシスの音楽に匹敵するようなエレキギターのリフで始まる。コードは互いに調和し、それは22秒間続く。次にテクノのメロディーが始まり、メインのシンセサウンドが主要な音符の中で振動し、 EQが低音と高音の間を移動する。「落ち着きのない」ビートには、ロックにインスパイアされたコードリフが伴い、マドンナの声のピッチはアルバムの他のトラックよりも高くなっている 。録音中、オービットは曲のキーを歌手の限界よりも半音高く保ち、ボーカルに緊張を加えた。「レコーディングの最中、彼女はフラストレーションを感じていたが、それは歌手に限界を到達してほしい意図があった。曲中で彼女の声がしゃがれた時にそれを偽りなく聴く事が出来るだろう」と彼は回想した。最後のコーラスの前に、1970年代のプロロックレコードを彷彿とさせるシンセ・ソロが再びある。Rikky Rooksbyによるとこれは「セフェリン」の曲の起源へのリンクだとしている 。
歌詞としてはトラックに見合った明るいテーマを持つ。マドンナによると詩は宇宙に対しての神秘的な見方であり、自分たちは宇宙と比べてどれほど小さいかを表している。マドンナとしては誰かが目を開けて初めて世界を見た時のような不思議な気持ちを歌詞で捉えて表現したかったとした。マドンナはNMEの中で、宇宙の広さの中での小ささを伝えたかったと語った。また歌詞は日常生活は光の速さのように過ぎていくが、そこから抜け出して客観的な視点で見つめるという事も歌っている。

## 評価
「レイ・オブ・ライト」は音楽評論家から高い評価を受けた。アルバム全体のレビューでオールミュージックのスティーヴン・トマス・アールワインは曲を「くらくらする」と表現した。マキシCDシングルのレビューで、同じウェブサイトのLiana Jonasはこのトラックを「ひどく良いクラブソング」であり、「音響的に進歩的でありながらリスナーに優しい」と評した。更に彼女はマドンナのボーカルをこれまでと比べて「クラブの歌姫から天の女神」へ変化したと賞賛した 。Qのスチュアート・マッコニーは「タイトル・トラックは強烈なレイブ・アンセムにまるでそぐわないようなアルペジオのギターが混ざり構築されている」と「レイ・オブ・ライト」のレビューの中で書いている。更に「鋭い音楽性だがケミカル・ブラザーズの楽曲より明るい」とも記述。
ビルボードのラリー・フリックは楽曲をマドンナのベストだと表現し、「精神的に高まった、主に詩的な歌」と呼んだ。彼は特に柔軟なボーカルとレコーディング・アーティストとしてのマドンナの進歩について言及している。ローリング・ストーンはアルバム全体のレビューの中で、「スウィム」や「ドラウンド・ワールド」などといった他の楽曲と比べ、本楽曲の中でのマドンナは「積極的で凶暴」に聞こえると書いている 。Slant MagazineのSal Cinquemaniはこの曲は「お祝いの狂乱」のようであるとして、マドンナの高揚した歌声に言及した。『GHV2』のレビューの中で、Cinequemaniは次のように書いている。
最近ヒットした他のマドンナの楽曲とは異なり、「レイ・オブ・ライト」は、まるでお祝いの熱狂の中にマドンナがいるようだ。それがスピリチュアルなものであろうと音速的なものであろうと、楽曲から感じる彼女の高揚感は紛れもないものである。オービットのアナログシンセとエレキギターのリックのサイクルは、マドンナの新しく訓練された声帯の弾力性を完全に補完する役割を果たしている。それは「ディーパー・アンド・ディーパー」からの流れで始まったものとは違う。
スプートニク・ミュージックのレビュアーはこの楽曲を『レイ・オブ・ライト』のアルバムの中のおすすめの曲としてリストした。オブライエンはこのトラックが「空への恍惚とした賛美歌」であることに気づいた。AVクラブのスティーブン・トンプソンは「盛り上がったタイトルトラックは、当然のスマッシュになるはずだ」とコメントした。ボルティモア・サンのJDコンシジンは、「マドンナの新しい強さは「レイ・オブ・ライト」のような躍動したナンバーで明らかであり、空高く舞い上がるようなコーラスは束の間の夢の橋のようだ」と記述。デビッド・ブラウンはエンターテインメント・ウィークリーの『レイ・オブ・ライト』のレビューの中でこの曲を「サイレンのようなテクノグリッターボール」だと記述した。アイドレーターのスティーブン・シアーズは本楽曲を含めてアルバム全体でのマドンナのボーカルは「ゲームチェンジャー」だと述べ、映画『エビータ』の撮影期間中のボイストレーニングがもたらした影響だとした。彼は「確かに 「レイ・オブ・ライト」をディスコ・ヘヴンに持ち上げるのに聖歌隊は必要ない」と述べてレビューを締めくくっている。マドンナは完璧なタイミングで高音を発しており、3分27秒や4分14秒にそれは顕著だとした。マドンナの60歳の誕生日を記念してガーディアンで行われた歴代シングルのランキングの中でジュード・ロジャースは本楽曲を「最も楽しいエレクトロニックポップシングルの1つ」と呼んだ。

## チャート成績
米国のBillboard Hot 100では1998年7月11日付けの号で楽曲が5位に初登場したと発表した。彼女の初登場順位としては当時の史上最高であり、「愛をこえて」（1995）と「フローズン」（1998）で記録した8位を上回った。楽曲はマドンナにとっての37曲目となるトップ40ヒットとなり、マドンナはコニー・フランシスの記録を抜かしてHot 100で最もトップ40にチャートインした女性になった。「レイ・オブ・ライト」はHot 100に合計20週間チャートインし、年末チャートでは75位にランクインした。この曲はビルボードのダンス・クラブチャートのトップにも到達し、合計4週間トップの位置に留まった。1998年9月にはアメリカレコード協会（RIAA）からゴールド認定を受け、全米で50万枚のシングルを出荷。カナダでは、RPMにて85位でデビューし、8週目には3位に達した。チャートには合計30週間インした。
オーストラリアでは1998年5月24日に6位で初登場し最高位もまた同様であった。チャートには合計17週間ランクインし、オーストラリアレコード産業協会（ARIA）からは35,000部のシングルの出荷でゴールド認定を受けた。ARIAの年末チャートでは、1998年のオーストラリアで57番目に売れたシングルとされた。ニュージーランドでは、RIANZシングルチャートの9位に初登場し最高順位も同様。チャートには合計14週間ランクイン。 
イギリスでは1998年5月9日に2位に初登場、1位は同じ週にデビューしたオール・セインツの「アンダー・ザ・ブリッジ/レディ・マーマレード」だった。英国レコード産業協会（BPI）は「レイ・オブ・ライト」に対してシルバー認定を授けた。オフィシャル・チャート・カンパニーによると、楽曲は2008年8月の時点で275,000枚を売り上げた 。ユーロチャートホット100では1998年5月16日付けで9位に初登場。ベルギーでは「Ray of Light」はフランデレン・ワロン両方の地域でそこそこ成功を収め、フランデレンでは25位、ワロンで33位の最高位に達した。オランダでは45位で初登場し、1998年5月16日に22位の最高位を記録、その位置に3週間留まった。フィンランドでは2週連続で2位を記録し、合計5週間チャートインした。スウェーデンでは14位が最高位であり、チャートには10週間もの間留まった。スイスの シュヴァイツァー・ヒットパラーデでは「レイ・オブ・ライト」は1998年5月24日付けでで最高位32位で初登場。スペインでは3週連続の1位を記録した 。

## ミュージック・ビデオ
「レイ・オブ・ライト」のミュージック・ビデオの監督は過去に物議を醸したプロディジーの「スマック・マイ・ビッチ・アップ」（1997年）のクリップを監督したジョナス・アカーランドが務めた。マドンナは、モハーヴェ砂漠で前のシングル「フローズン」のビデオを撮影していたときから本楽曲のビデオについて計画を立てていた。「スマック・マイ・ビッチ・アップ」のビデオは当時のマドンナのお気に入りであり、それもあって彼女はアカーランドに監督を依頼した 。マドンナは、アルバムを作るときは「魂を込める」と述べているが、ミュージック・ビデオでは監督との協力がはるかに重要となる。『レイ・オブ・ライト』のアルバムからのビデオでは、彼女はこれまでよりも新鮮な表現、および新たなディレクターとのコラボレーションを求めた。彼女はアカーランドの「特別な働き方」が好きで、電話で彼と話した。彼らの会話は6か月以上続き、ほとんどの時間はビデオの最終的なコンセプトを考え出すのに費やされたものだった 。アカーランドはスウェーデンの新聞Aftonbladetとのインタビューで次のように述べている。
私は曲に合わないアイデアを2つ持っていた。私は彼女がどうビデオで映るかについてのより明確なアイデアを持っていても彼女はノーと言った。私は別のアイデアに取り組み、それらを組み合わせて彼女に見せた。私は出来ることは全てやった。（中略）振り返ってみると結果的に最初のアイデアよりも楽曲に適したビデオが作れたので気分が良い。マドンナはスタイル、音楽、ビジネス、どれにおいても素晴らしい軌道を辿ってきた。彼女はすべてのことに気を配り、自分自身が完全に満足するまでは決して諦めない。そしてミュージック・ビデオの中での彼女は、片手間で仕事を行う事はなく、彼女は100パーセントのクオリティを証明したんだ 。
マドンナはこのクリップについて「地球の1日を描いており、1900年代の終わりに向けて全速力で急いでいることを示している。ジョナスは私に2日間狂ったように踊らせたが、それは曲に対しての優れた解釈だったと思う。彼はタフな監督だ」と語った 。レビュアーはそれを1982年のアメリカの実験映画『コヤニスカッツィ』と比較した。コヤニスカッツィとは都市のタイムラプス映像を示したもの 。マドンナのシーンは、1998年3月25日から26日まで、ロサンゼルスのMTV/VH1スタジオで撮影された。背景シーンは、ロサンゼルス、ニューヨーク、ロンドン、ラスベガス、ストックホルムなどのさまざまな都市で撮影された  。ストックホルムで撮影されたテストショットはあくまでビデオのイメージを伝えるためにマドンナに提示されたものだったが、ビデオで使用するのにも適していると見なされた 。
撮影中、アカーランドにはスウェーデン人の3人の従業員、写真家のHenrik Halvarsson、プロダクションデザイナーのMattias Lindgren、編集者のMaxVitaliが同行した。また、マドンナの娘ルルドもセットにいた。アカーランドは撮影の翌日、ミック・ジャガーからローリング・ストーンズの新しいミュージック・ビデオを監督するよう呼びかけられたことを思い出したが、「レイ・オブ・ライト」のプロダクションに時間がかかっていた為、申し出を辞退しなければならなかった。彼らは14日間以上撮影し、その間に彼は1台の車に乗組員を乗せ、 35mmカメラのアングルを調整し、1枚ずつそれらが撮影されるのを待った 。彼はずっとポケットに図を入れなければならず、それは彼らが撮影したすべてのフレームのすべての計画が書かれていた。10秒ごとに1フレームをキャプチャし、30分続けて約5秒の映像を取得。その結果「レイ・オブ・ライト」は、アカーランドのミュージック・ビデオとしては史上最長の撮影時間となった。また、彼らはカメラをバスに取り付けシーンをキャプチャするためにニューヨークを走り回った。
マドンナは「フローズン」のビデオの間に、クリス・カニンガム監督との打ち合わせの為に彼が編集を行なっていたロンドンに何度も行ったり来たりした経験があり、その工程を繰り返したくなかったため、アカーランドにビデオはロサンゼルスで編集する必要があると主張した。これはアカーランドと彼のチームが撮影期間中米国に住まなければならないことを意味した。彼らはホテルに住み、持ち帰り用の中華料理を食べ、クリップを完成させた。すべてのシーンが高速化された上に曲が長かったため、撮影したすべての映像が実際のビデオになった。
ビデオは1998年5月12日にMTVライブで初公開された。ビデオはまず、太陽が昇り、男性が家のカーテンを開けるところから始まる。「コヤニスカッツィ」にインスピレーションを得たセクションに進むまで、地下鉄に乗っている人、食べ物を注文している人、ボウリングをしている人、教室の子供たち、高速道路など、日常生活をタイムラプスで撮影した映像が続く。それらを背景にマドンナが歌ったり踊ったりしている。日暮れのシーンが終わると、マドンナがディスコで踊っているシーンとなり、その後、彼女はダンスフロアで眠りに落ちるような素振りを見せ、ビデオは地球の回転ショットで終わる。
1998年6月23日にはWarner Music Visionから40,000部の限定版としてシングルビデオがVHSでリリースされた。リリース後、翌月には7,381部を売り上げ、ニールセンサウンドスキャン時代のベストセラービデオシングルとなった。ビルボードのミュージックビデオ販売チャートには合計13週間チャートされた 。リリースの数日後、イタリアの監督ステファノ・サルヴァティはマドンナとワーナー・レコードを非難した。彼が監督したビアージョ・アントナッチの1994年のシングル「Non è Mai Stato Subito」のコンセプトを盗用したとマーヴェリックに対して訴えを起こした。 サルヴァティによると彼のビデオのコピーは、「レイ・オブ・ライト」のビデオが撮影される前にマーヴェリックに提出されたが採用されなかったとした。両方のビデオの共通項として歌手の背景に高速画像を用いた事が挙げられる。しかし、結局彼は歌手や彼女の会社を訴えなかった。
「レイ・オブ・ライト」のビデオでマドンナは長いブロンドの髪とブロンズのボディを備えた彼女の新たな「アース・マザー」ルックを披露している  。ジョージズ・クロード・ギルバートは、彼の著書の中で、彼女の外見は、歌手のアラニス・モリセットやベネチアの絵画にも匹敵すると書いている。マドンナによると彼女はイタリアのルネサンスのような外見を求め、画家のラファエロとボッティチェッリの作品を参考にした。ギルベールはそれが時代精神と調和したポストモダニズムに対応していることを発見し、それが彼女のイメージチェンジの1つにすぎないと述べた。マドンナはこのルックに飽きて、その後のアルバムからのシングルでは黒髪の新しいルックを披露したとされている 。『 Ex-foliations：Reading Machines and the Upgrade Path』という本の中で著者のTerry Harpoldは、タイムラプスの演出について「日常生活を無益な生存の試みとして描写していると感じ、子宮内の胎児の超音波検査とハムスターが車輪の上を走っている様子を示す別のショットを映す事によってそれは強調されている」とコメントした。SantiagoFouz-Hernándezは、ビデオの中のマドンナを秘教的であると説明した  。このビデオは、『ベスト・ヒット・コレクション 93-99』（1999）および『セレブレイション～マドンナ・オールタイム・ベストDVD』（2009）に収録されている 。

## 受賞と評価
1999年、「レイ・オブ・ライト」は第41回グラミー賞で最優秀ダンス・レコーディング賞と最優秀短編ミュージック・ビデオ賞を受賞した。最優秀レコード賞にもノミネートされたが、セリーヌ・ディオンの「マイ・ハート・ウィル・ゴー・オン」に敗れた 。さらに Village Voiceは、Pazz＆Jopの批評家の投票で1998年に4番目に優れているとランク付けした。1999年の米国作曲家作詞家出版者協会ではダンスソング部門のトップを受賞した。同じ年のASCAPポップアワードでも最も演奏された曲のカテゴリーで賞を獲得  。1999年のアイヴァー・ノヴェロ賞ではインターナショナル・ヒット・オブ・ザ・イヤーのカテゴリーにノミネートした。
「レイ・オブ・ライト」は1990年代の最高の曲の1つとしてランク付けされることもよくある。 2003年、Qは本楽曲を「史上最高の1001曲」のリストで609位にランク付けした。2005年、この曲はBlenderの「あなたが生まれてからの最高の曲500選」で401位にランク付けしている 。Slant Magazineの「1990年代のベストシングル」リストの中では16位にランクインし、レビュアーはこの曲について「落ち着きのないビート」、「レイ・オブ・ライト」は「傑出したシングル」であると評した。ビルボードは「マドンナの最高の曲ランキング」で本楽曲を5位にランク付けし「彼女の輝かしいキャリアの新しい章をマークした」と述べた。ローリング・ストーンによる歌手のグレイテスト・ソング50のランキングでも、「レイ・オブ・ライト」が8位にランクインし、雑誌のライターはマドンナの「これまでのマドンナの楽曲の中で最も力強く歌われたボーカル」に注目した。2018年5月、ビルボードは1998年のトップソングを決めるランキングの中で「レイ・オブ・ライト」を9位にランク付けした。ジョー・リンチはこの楽曲について「ラジオに最も楽しく、活気にあふれ、人生を肯定するダンス・バンガーを与えた。数年に渡り若手が褒め称えられていたが、39歳の母がTOP40に再びチャートインした事で最終的には再び彼女が乗っ取った」としている。1か月後、ガーディアンは本楽曲をマドンナの4番目に優れたシングルとしてリストした。同様に、エンターテインメント.ウィークリーは本楽曲を彼女の5番目に素晴らしいシングルとしてランク付けした。
ミュージック・ビデオは1998年のMTV Video Music Awardsで8つの部門にノミネートされ、最終的に5部門（最優秀ビデオ賞、最優秀女性ビデオ賞。最優秀ビデオディレクション賞、最優秀編集賞、最優秀振付賞）を獲得した。これは彼女のキャリアの中で当時最多となる。最優秀ビデオ賞を受賞したのは初めてであり、マドンナはMTVがビデオを評価した事に対して感謝した。インターナショナル・ダンス・ミュージック・アワードでは、最優秀ダンスビデオ賞のトロフィーを獲得し、マッチ・ミュージック・ビデオ・アワードでも、ベスト・インターナショナル・ビデオ賞のトロフィーを獲得した。1998年のミュージックビデオ制作協会の式典でも受賞し、ベスト・ポップ・ビデオ・オブ・ザ・イヤーのカテゴリーを受賞した。このビデオは、2006年8月にチャンネルの25周年を記念してMTVが発行した「ルールを破ったビデオトップ10」のランキング上位にランクインした。2016年、 ローリング・ストーンはBilge Ebiriとともに、「マドンナの20の最高のビデオ」のランキングで本楽曲を2位にランク付けし、「マドンナがVMAを受賞する為のエレクトロニカの大胆な抱擁」と呼んだ。

## ライヴ・パフォーマンス

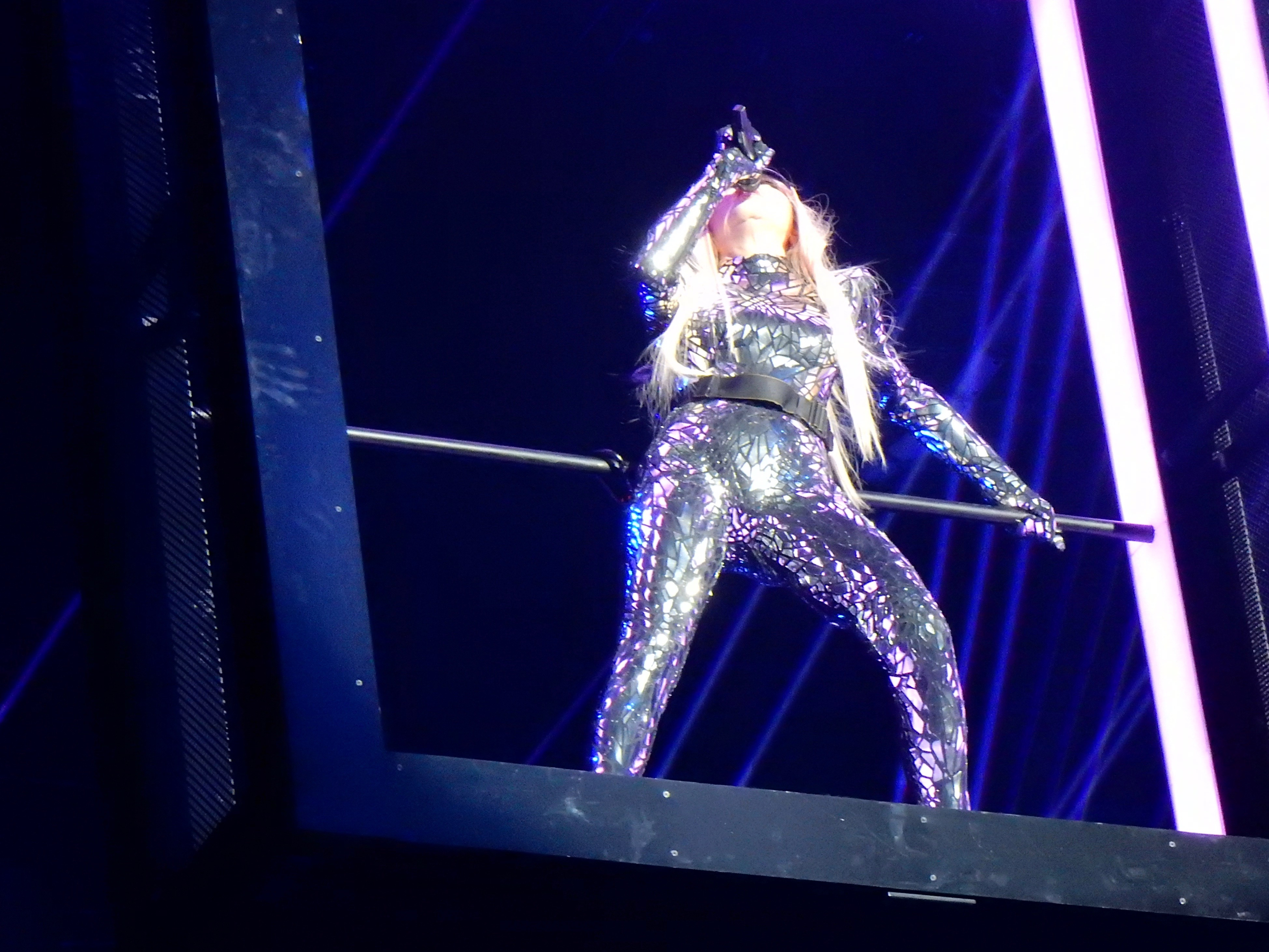
「The Celebration Tour」でこの曲を歌うマドンナ（2023年）

1998年2月、マドンナはアルバムを宣伝するためにロキシーNYCナイトクラブで行われたサプライズ・コンサート中に「レイ・オブ・ライト」を初披露した 。3か月後、彼女はオプラ・ウィンフリー・ショーに出演し、アルバム曲の「リトル・スター」と一緒に本楽曲を披露した 。1998年のMTV Video Music Awardsでは黒髪でサリーを身に付けたマドンナがまず「シャンティ/アシュタンギ」を披露、その後、レニー・クラヴィッツがギターを弾いて登場し、「レイ・オブ・ライト」を歌った。世界ヴィシュヌ派協会（WVA）と呼ばれる宗教団体は、彼女が頭にヒンドゥー教のシンボルを身に着けて行ったパフォーマンスでヒンドゥー教徒を怒らせたと主張。協会のスポークスパーソンは、マーク（オームと呼ばれる）は純潔、調和、純粋さの象徴であり、「神への献身」を示すように設計されていると述べた。代表者はまた、マドンナが性行為をシミュレートし、マークを付けたままステージ上でシースルーのタンクトップを着用したため、ヒンズー教徒とヨギ教徒の両方を怒らせたと述べた 。マドンナの広報は、彼女に侮辱の意図は無く、なぜWVAが動揺したのか理解していなかったと述べた。しかし、WVAの副社長は、「世界中のヒンズー教徒のコミュニティと東部の精神的な探求者は、マドンナが悟りを開いた人生に真に関心を持っているという点で、マドンナに満足しているはずです」と述べた。
「レイ・オブ・ライト」は、マドンナのコンサート・ツアーのセットリストに3度組み込まれている。1度目は2001年のドラウンド・ワールド・ツアーで、パンク風の服を着て演奏したネオパンク・セグメントの5曲目として演奏された。背景画面には曲のミュージック・ビデオが編集して流された。この際モンテ・ピットマンがエレキギターを弾いた。Music OMHのMichael Hubbardはパフォーマンスについて『単純に崇高さが伝わってくる一曲だった』と述べた。2005年、マドンナはLIVE 8の慈善コンサートで「レイ・オブ・ライト」を演奏し、1年後のカリフォルニア州インディオで開催された2006年のコーチェラ・フェスティバルでも本楽曲を演奏した。2度目のコンサート・ツアーでの披露は 2006年のコンフェッションズ・ツアーで、マドンナはショーの第3幕であるグラムパンク・セグメントの2曲目として「レイ・オブ・ライト」のロック・バージョンを披露した。このパフォーマンスではマドンナはエレキギターを弾き、聴衆にジャンプするように煽ったりした。彼女はシンクロした振り付けをする黒い服と白いネクタイを着た6人の男性のバックアップダンサーを伴っていた 。ローリング・ストーンはパフォーマンスを「ハードロッキング」と呼んだ 。
「レイ・オブ・ライト」は、2007年にロンドンのウェンブリー・スタジアムで開催されたライブ・アースのコンサートで、再び演奏された、イベントでのマドンナのパフォーマンスは450万人の人々に見られた 。3度目の披露となる2008–09年のスティッキー・アンド・スウィート・ツアーでは、ショーの最終セグメントの3曲目として披露。マドンナは再びエレキギターを弾き、胸板と短いかつらを着用した未来的な衣装を着ていた。彼女は同じく未来的な衣装を着てロボット風の振り付けを行ったダンサーを伴っていた。ニューヨーク・デイリー・ニュースのジム・ファーバーは、この曲のパフォーマンスをショーの「最もエネルギーの高い」ダンスナンバーの1つと呼んだ  。2016年12月6日、マドンナは『レイト×2ショー with ジェームズ・コーデン』のカープール・カラオケの企画に出演し、この曲をコーデンと一緒に歌った。2017年7月27日にフランスのサントロペで開催されたレオナルド・ディカプリオ主催によるチャリティー・イベントだった。その後、2023年の「The Celebration Tour」でも披露された。

## カバーとその他の使用

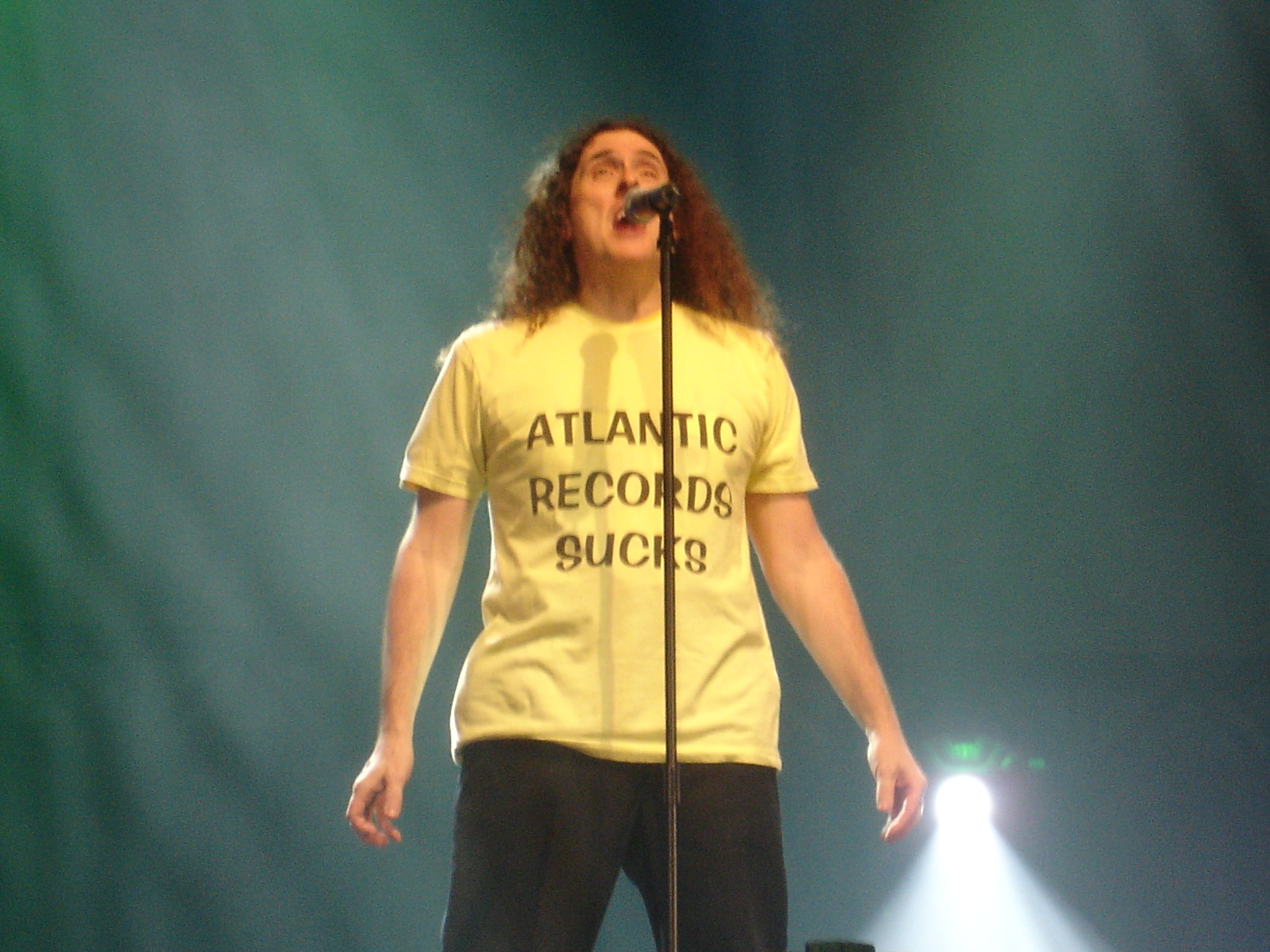
アル・ヤンコビック （写真）は、「レイ・オブ・ライト」をカバーした最初のレコーディング・アーティストであり、彼のメドレー「PolkaPower！」に収録された。

アル・ヤンコビックの 1999年のアルバム「ランニング・ウイズ・シザーズ」に収録されている「ポルカパワー・メドレー」ではポルカ・バージョンの本楽曲のコーラスが組み込まれている 。2004年のコンピレーション・アルバム『Platinum Blonde NRG, Vol. 2: Nrgised Madonna Classics』ではFuture ForceによってHi-NRG風にカバーされたものが収録された。イギリスの歌手ナターシャ・ベディングフィールドが、BBCラジオ1の40周年を記念して「レイ・オブ・ライト」のカバー・バージョンを録音した。そのナターシャのバージョンは2007年9月19日の『クリス・モイルズ・ショー』で演奏され、『Radio 1 Establish 1967』のコンピレーションに収録されている。ナターシャは「その歌を歌うのがどれほど難しいかを学んだ後、私はマドンナをとても尊敬しています。彼女は素晴らしい声を持っています。この歌を歌うのに必要な音域は信じられないほどです」と述べた。2008年、イギー・ポップとザ・ストゥージズは、ロックの殿堂を受賞したマドンナへのトリビュートとして授賞式で「バーニング・アップ」とともに本楽曲を演奏した  。2010年、この曲は映画『バーレスク』でも挿入歌として使用された。2012年後半、アメリカの歌手アダム・ランバートは、VH1 Divasのライヴの中で司祭の黒と白のチュニックを着用しながら本楽曲のカバーを披露した。
この曲は2001年のWindows XPの広告キャンペーンでも使用された。内容は男性が緑の野原を飛び越えて、晴れた空に飛び降りるところから始まる。これは、Windows XPのデフォルトの背景画像でもある。また、Windows XPを使用してリアルタイム通信を行ったり、風通しの良いレストランで共同作業したり、飛んでいる人々のデジタル画像を中継したり、ビデオを見たり、音楽を聴いたりする人々のシーンがそれに続き、次に曲の歌詞の抜粋が続く。その抜粋はアメリカ同時多発テロ事件の後に一部が変えられた  。2008年、Sunsilkのシャンプーのコマーシャルでは、マリリン・モンローとシャキーラの後にマドンナが登場し、その際本楽曲が使用された。伝えられるところによると、マドンナはこの曲の使用に対して1,000万ドルを受け取った。このコマーシャルは第42回スーパーボウルで初めて放送された。 2010年、米国のテレビドラマ『Glee/グリー』のマドンナへのトリビュート・エピソード「マドンナパワー」において、学校のチアリーダーチームのシーンで、「レイ・オブ・ライト」が挿入歌として使用された 2011年の『ファミリー・ガイ』のエピソード「新しい腎臓が町にやってくる」では、主人公のピーター・グリフィンが、レッドブルを飲んだ後に「レイ・オブ・ライト」のビデオを観るというシーンがある。

## トラックリスト
| - US 12インチレコード A. "Ray of Light" (Sasha's Strip Down Mix) – 5:00 B. "Ray of Light" (Orbit's Ultra Violet Mix) – 6:59 - US 2× 12インチレコード A1. "Ray of Light" (Sasha's Ultraviolet Mix) – 10:43 A2. "Ray of Light" (Sasha's Strip Down Mix) – 5:00 B1. "Ray of Light" (Victor Calderone Club Mix) – 9:29 B2. "Ray of Light" (William Orbit Liquid Mix) – 8:06 C1. "Ray of Light" (Sasha Twilo Mix) – 10:58 C2. "Ray of Light" (Victor Calderone Drum Mix) – 5:26 D1. "Ray of Light" (Orbit's Ultra Violet Mix) – 6:59 D2. "Ray of Light" (Album Version) – 5:19 - ヨーロッパ 12インチレコード A1. "Ray of Light" (Sasha's Ultraviolet Mix) – 10:43 A2. "Ray of Light" (William Orbit Liquid Mix) – 8:06 B1. "Ray of Light" (Victor Calderone Club Mix) – 9:29 B2. "Ray of Light" (Album Version) – 5:19 | - ヨーロッパ CDシングル 1. "Ray of Light" (Album Version) – 5:19 2. "Has to Be" (Non-Album Track) – 5:15 3. "Ray of Light" (Sasha's Ultraviolet Mix) – 10:43 - アメリカ 7インチ; アメリカ・オーストラリア・日本 CDシングル ; イギリス カセット 1. "Ray of Light" (Album Version) – 5:19 2. "Has to Be" (Non-Album Track) – 5:15 - アメリカ・オーストラリア・ヨーロッパ・日本 マキシCD; イギリス CDシングル1 1. "Ray of Light" (Album Version) – 5:19 2. "Ray of Light" (Sasha's Ultra Violet Mix) – 10:43 3. "Ray of Light" (William Orbit Liquid Mix) – 8:06 4. "Ray of Light" (Victor Calderone Club Mix) – 9:29 - イギリス CDシングル2 1. "Ray of Light" (Sasha's Twilo Mix) – 10:58 2. "Ray of Light" (Sasha's Strip Down Mix) – 5:00 3. "Ray of Light" (Victor Calderone Drum Mix) – 5:26 4. "Ray of Light" (Orbit's Ultra Violet Mix) – 6:59 |

## クレジット
- マドンナ：ボーカル、作詞作曲、プロデューサー
- ウィリアム・オービット：作詞作曲、プロデューサー
- クライブ・モルドゥーン：作詞作曲
- デイブ・カーティス：作詞作曲
- クリスティン・リーチ：作詞作曲
- パット・マッカーシー：エンジニア

## チャート
| チャート (1998年)                            | 最高位 |
| -------------------------------------------- | ------ |
| オーストラリア (ARIA)                        | 6      |
| オーストリア (Ö3 Austria Top 40)             | 31     |
| ベルギー (Ultratop 50 Flanders)              | 25     |
| ベルギー (Ultratop 50 Wallonia)              | 33     |
| カナダ (Canadian Hot 100)                    | 3      |
| カナダ・ダンス (RPM)                         | 16     |
| クロアチア (HRT)                             | 1      |
| ヨーロッパ (Music & Media)                   | 9      |
| ヨーロッパ ラジオ Top 50 (Music & Media)     | 1      |
| フィンランド (Suomen virallinen lista)       | 2      |
| フランス (SNEP)                              | 18     |
| ドイツ (GfK Entertainment charts)            | 28     |
| ギリシャ (IFPI)                              | 1      |
| ハンガリー (Mahasz)                          | 6      |
| アイスランド (Íslenski Listinn Topp 40)      | 9      |
| アイルランド (IRMA)                          | 16     |
| イタリア (Musica e dischi)                   | 5      |
| オランダ (Dutch Top 40)                      | 17     |
| オランダ (Single Top 100)                    | 22     |
| ニュージーランド (Recorded Music NZ)         | 9      |
| スコットランド (OCC)                         | 1      |
| スペイン (AFYVE)                             | 1      |
| スウェーデン (Sverigetopplistan)             | 14     |
| スイス (Schweizer Hitparade)                 | 32     |
| UK シングルス (OCC)                          | 2      |
| US Billboard Hot 100                         | 5      |
| US Adult Top 40 (Billboard)                  | 39     |
| US Dance Club Songs (Billboard)              | 1      |
| US Dance Single Sales (Billboard)            | 2      |
| US Pop Airplay (Billboard)                   | 13     |
| アメリカ合衆国ミュージックビデオ (Billboard) | 4      |
| US Rhythmic (Billboard)                      | 32     |

| チャート (1998年)                        | 順位 |
| ---------------------------------------- | ---- |
| オーストラリア (ARIA)                    | 57   |
| カナダ (RPM)                             | 16   |
| European Hot 100 Singles (Music & Media) | 93   |
| フランス (SNEP)                          | 93   |
| イギリス (OCC)                           | 75   |
| 全米Billboard Hot 100                    | 75   |
| 全米クラブ (ビルボード)                  | 1    |
| 全米ミュージックビデオ (ビルボード)      | 92   |

| チャート (1999年)                 | 順位 |
| --------------------------------- | ---- |
| 全米ダンス・セールス (ビルボード) | 38   |